# Vincha
Vincha, de son vrai nom Vincent Brion, né le 19 novembre 1983 à Fontainebleau, est un chanteur et rappeur français. Son premier album Si Si la Famille est publié en France le 27 mai 2013. Puis en 2016 sort son deuxième album Qui dit mieux ?, effectuant une quarantaine de dates par an.
Il est élu lauréat du concours Paris Jeunes Talents en 2011, du concours SFR-Jeunes Talents des Francofolies de La Rochelle et Découverte du Printemps de Bourges en 2012.
Depuis 2018 il se consacre à l’écriture et la composition pour d’autres chanteuses et chanteurs et réalise également des musiques de film documentaire.
En 2022, il remporte le prix d’auteur de l’année aux prix de la création musicale de la CSDEM.

## Biographie

### Jeunesse
Vincha est né à Fontainebleau, en Seine-et-Marne, et a grandi à Cesson. Ce sont ses parents qui lui font découvrir la chanson française et lui-même, apprend très tôt le piano et le solfège. Il commence à rapper au sein de ses premiers groupes vers 14 ans, et répète à la MJC tous les samedis. À l'époque, il pratique le freestyle et l'improvisation dans le sous-sol de son lycée et il fait ses premières scènes. À 18 ans, il entre à l'université. Après avoir étudié l'histoire de l'Afrique, il voyage beaucoup, puis devient professeur de français au Chili et aidera plus tard à la création d'un studio de musique au Burkina Faso pour l'association Luttopie[réf. nécessaire].

### Carrière
Multipliant les voyages en sac à dos (Amérique du Sud, Chine, Japon, Maroc, Europe de l'Est, Turquie, Scandinavie), il est surnommé  « Vincha Backpacker » (« Vincha le routard »). À son retour, il se consacre à sa carrière tout en animant en parallèle des ateliers d'écritures et d'enregistrements, à travers l'association Faites du Bruit (dans des classes, avec le musée des beaux-arts d'Angers).
Le style musical de Vincha vient du rap et s'inspire d'autres genres musicaux (chanson, sub, electro, rock). Dans ses textes, il parle de Charles Baudelaire, Jacques Brel et Oxmo Puccino. Professionnellement, après avoir fait quelques scènes avec DJ Suspect (Zulu Nation), Vincha trouve son binôme en la personne de Son Of A Pitch, DJ instrumentiste, pendant trois ans.
En 2011, il est lauréat « Paris Jeunes Talents ». La même année, la chanson et le clip Les p'tits seins font le buzz sur Internet. L'animateur Nagui l'invite en octobre 2011 à jouer dans son émission Taratata sur France 2. En 2012, il joue au festival Solidays, et part en tournée en Angleterre, puis en Italie. Pour la sortie de son premier album, Vincha travaille avec le label indépendant Zamora Productions. Il collabore avec Camille Baillon (Tom Fire) pour la réalisation et le mixage de ses deux EPs et de l'album. Depuis septembre 2013, il est en première partie des concerts d'Olivia Ruiz, Paris Combo, Barcella et Clarika, notamment. Son EP Mon fils est publié en octobre 2013, dans la chanson, Vincha parle de son expérience dans la peau d'un futur papa. Depuis septembre 2013, il est en tournée accompagné de Victor Belin (Arthur Ribo, multi-instrumentiste) et Raphel Aucler (guitariste, batteur - Sporto Kantes).
En 2015, il lance le side-project Jacques & Jacques, avec Laurent Lamarca -  duo déjanté, entre rap et rock. Ils sortent un album l'année suivante chez Zamora Label, et entament une tournée de 60 concerts en 2016-2019. On les retrouvera notamment en premières parties des Fatals Picards, ainsi que dans quelques festivals.
Le 23 septembre 2016 sort son deuxième album Qui dit mieux ?, un album personnel dont la majorité des parties instrumentales sont produites par Camille Ballon (Tom Fire). Entre hip-hop et mélodies, Vincha y raconte sa vie personnelle, et s'associe de featurings comme Hippocampe Fou, Emilie Gassin et Cléa Vincent,. En 2017, il collabore à l'album La Femme idéale de Ben Mazué, en écrivant le titre La Mer est calme.
Depuis 2018, il multiplie les collaborations artistiques, en tant qu'auteur et/ou compositeur pour divers interprètes (Ben Mazué, Barbara Pravi, Yannick Noah, Arcadian, Lorenzo, Julie Zenatti, Malo, Sylvain Duthu...). En parallèle, il compose et produit des albums singuliers pour les artistes Gontard (2029) et Toan (Madre Mediterranea).
En 2021, on le retrouve également compositeur de la musique du documentaire de Karine Morales, Les Reines du Palace (52', France 3).
Il signe un texte pour Julien Clerc, avec Baptiste W. Hamon (La Rose et le Bourdon), co-écrit et co-compose — avec Laurent Lamarca — le single de Jérémy Frérot : Un homme et il participe à l'écriture et la composition de l'album de Barbara Pravi.
En 2022, il est consacré auteur de l'année aux Prix de la Création Musicale du CSDEM (Chambre syndicale des éditeurs de musique)

## Discographie

### Album studio
- 2013 : Si si la famille
- 2016 : Qui dit mieux?

### EPs et single
- 2011 : Demain promis j'arrête
- 2012 : C'est toi
- 2013 : Ma chance
- 2013 : Mon fils
- 2016 : Des Étincelles

## Musique à l'image
- 2021 : Musique originale du documentaire de Karine Morale Les Reines du Palace (Keren Production);
- 2022 : Musique originale du documentaire de Julie Chauvin L'école est finie (Keren Production), en sélection officielle au FIPADOC 2023;
- 2023 : Musique du documentaire de Marine de Royer Vieux Père